# Protium veneralense
Protium veneralense är en tvåhjärtbladig växtart som beskrevs av José Cuatrecasas. Protium veneralense ingår i släktet Protium och familjen Burseraceae. Inga underarter finns listade i Catalogue of Life.